# Petr Matěj Fischer
Petr Matěj Fischer (22. února 1809, Česká Cikánka u Svratky – 24. května 1892 Smíchov) byl podnikatel, mecenáš a smíchovský zastupitel a starosta.

## Životopis
Navštěvoval obecnou školu ve Svratce; jeho otec Ignác Fischer měl v Cikánce u Svratky najatou budovu, kde v roce 1804 zřídil papírnu. Pak vystudoval lesnictví v Dačicích a Mariabrunnu u Vídně a praxi vykonával v Rychmburku (dnes Předhradí u Skutče). Působil také v Novém Městě na Moravě, Lažanech u Horažďovic, zde se zasloužil o splavnění Otavy pro vory. V roce 1845 si zařídil obchod s dřívím na Smíchově, měl parní pilu v Roudnici a mlýn v Lobkovicích.
Od roku 1846 byl přísežným znalcem pro lesnický obor, cenitelem lesů pro Čechy a měl dozor nad některými panskými lesy dokonce až v Prusku, Slezsku a Polsku.
Pro své vlastenecké smýšlení byl zvolen do obecního zastupitelstva Smíchova, v roce 1864 do městské rady a v roce 1867 byl zvolen starostou Smíchova, kterým byl do roku 1874. Roku 1876 byl zvolen okresním starostou. Od roku 1884 je čestným občanem města Svratky.
Byl členem Sboru pro zřízení Národního divadla, sám daroval 200 zlatých na jeho stavbu. Když bylo divadlo otevřeno, měl za 500 zlatých předplacenou lóži. Podporoval svými dary také chudé ve svém rodišti.
Po úmrtí Jindřicha Fügnera se stal starostou pražského Sokola. V letech 1889–1890 dal svým nákladem zbudovat na Vyšehradském hřbitově Slavín – „hrobku pro muže o národ český vysoce zasloužilé, svými činy nad jiné vynikající“.
Zemřel 24. května 1892. 26. května 1892 byl na Vyšehradském hřbitově blízko Slavína také pohřben (hrob 2C-2).